# Maja naga i Maja ubrana
„Maja naga” i „Maja ubrana” – dwa obrazy hiszpańskiego malarza Francisco Goi.
Obrazy zostały namalowane prawdopodobnie na zlecenie pierwszego ministra (premiera) Hiszpanii Manuela Godoya, który był też kochankiem królowej Marii Ludwiki. Od początku ich powstania obrazy znajdowały się w zbiorach Godoya, a następnie w Akademii San Fernando. Od 1901 obrazy są wystawione w Muzeum Prado.
Dzieła przedstawiają piękną i młodą kobietę leżącą na porozrzucanych poduszkach, na zielonej otomanie. W tradycji polskiej przyjęło się nazywać ją „Maja”, jakby było to jej imię. W rzeczywistości w języku hiszpańskim słowo maja (wymawiane „macha”) nie jest imieniem, lecz słowem określającym młodą, urodziwą i modnie się ubierającą kobietę, często z nizin społecznych, polskim odpowiednikiem byłaby więc „ślicznotka”. Na obu obrazach kobieta przybiera tę samą pozę, lecz na jednym jest zupełnie naga. Tożsamość modelki przez lata budziła wątpliwości. Prawdopodobnie są to portrety księżnej Alby, Marii Teresy Cayetany. Goya namalował ją w 1797 podczas pobytu w rezydencji arystokratki w Sanlucar. Inna hipoteza (pochodząca od wnuka artysty Mariana Goi) zakłada, iż portretowaną kobietą była jedną z protegowanych mistrza – Pepita Tudó.
Dzieła, głównie portret nagiej kobiety, wywołały kontrowersje. W Hiszpanii malowanie nagiego ciała, jeżeli nie miało alegorycznego znaczenia lub nie było powiązane z mitologią, było praktycznie zakazane. Na czele strażników moralności stała inkwizycja. Do XX wieku obraz aktu był zasłonięty obrazem „ubranej” kobiety. Dwuznaczność obrazów spowodowała, iż należą one do najsłynniejszych dzieł hiszpańskiego malarstwa. Swoją treścią zbliżone są do wcześniejszego dzieła Giorgione z motywem Wenus pt. Śpiąca Wenus i późniejszego dzieła Velazqueza o podobnym motywie, Wenus ze zwierciadłem, z ok. 1644–1648.
Maja ubrana stanowiła ruchomą zasuwę, pod którą ukryta była Maja naga.